# Black Coffee (canção de All Saints)
"Black Coffee" é o segundo single do segundo álbum de estúdio do girl group inglês-canadense All Saints, Saints & Sinners. Foi lançado em 2 de Outubro de 2000 pela London Records. A faixa foi produzida por William Orbit, e escrito por Tom Nichols, Alexander von Soos e Kirsty Elizabeth, inicialmente pretendia ser um single para Elizabeth sob o título "I Would not Wanna Be". É uma canção de electropop suave, o single apresenta um som de produção carregado com teclados cheios de fôlego, batidas eletrônicas e elementos ácidos de techno, ambiente e música R&B. Uma canção de amor triste, suas letras resultam da relação de Elizabeth com o empresário suíço Ernesto Bertarelli, detalhando sentimentos de amor à primeira vista.
A faixa foi recebida com aclamação geral pelos críticos de música que comparou com o single anterior do grupo "Pure Shores", devido a sua entrega melancólica e a produção obscura de Orbit. Sua estrutura não convencional também foi citada como influente para o som de outros girl groups mais tarde, como o Sugababes e Girls Aloud. Um sucesso comercial, "Black Coffee" marcou  a carreira do All Saints, como o quinto e último single número um do grupo no Reino Unido. Também alcançou o top 10 na Irlanda, Itália, Holanda, Nova Zelândia e Suécia.
Bo Johan Renck dirigiu o vídeo que acompanha a música, que apresenta o grupo e um casal em crise, quase se separando, isso se passa dentro de um prédio de alto padrão. De acordo com a análise acadêmica, o vídeo ajudou a popularizar a cafeína como uma bebida para de classe alta. As All Saints promoveu "Black Coffee" com apresentações ao vivo no "CD: UK", "Children in Need", Later com Jools Holland, Top of the Pops e no Smash Hits Poll Winners Party em 2000. Durante a promoção do single, muitos atritos dentro do grupo ocorreram, provocando tensas discursões e, eventualmente, fazendo com que o grupo se separasse pela primeira vez em em 2001.

## Formatos e Faixas
- CD1 single / cassette single[1][2]

1. "Black Coffee" – 4:49
2. "I Don't Wanna Be Alone" – 4:20
3. "Black Coffee" (ATFC's Freshly Ground Vocal) – 7:46

- CD2 single[3]

1. "Black Coffee" – 4:49
2. "Black Coffee" (The Neptunes Remix) – 4:43
3. "Black Coffee" (The Wideboys Espresso Mix) – 5:19

- CD maxi-single[4]

1. "Black Coffee" – 4:49
2. "I Don't Wanna Be Alone" – 4:20
3. "Black Coffee" (The Wideboys Espresso Mix) – 5:19
4. "Black Coffee" (ATFC's Freshly Ground Vocal) – 7:46

- 7" single[5]

1. "Black Coffee" – 4:49
2. "I Don't Wanna Be Alone" – 4:20

- 12" single (The Remixes)[6]

1. "Black Coffee" (ATFC's Freshly Ground Vocal) – 7:46
2. "Black Coffee" (The Neptunes Remix) – 4:43
3. "Black Coffee" (The Wideboys Espresso Mix) – 5:19
4. "Black Coffee" (Shadow Snipers Vocal Mix) – 6:21

## Desempenho nas tabelas musicais

### Paradas semanais
| Chart (2000)                                   | Melhor posição |
| ---------------------------------------------- | -------------- |
| O campo songid é OBRIGATÓRIO PARA PARADA ALEMÃ | 31             |
| Austrália (ARIA)                               | 20             |
| Bélgica (Ultratop 50 de Flandres)              | 42             |
| Bélgica (Ultratop 50 da Valônia)               | 39             |
| Escócia (Scottish Singles Chart)               | 3              |
| Europa (Billboard Hot 100 Singles)             | 5              |
| Finlândia (Suomen virallinen lista)            | 11             |
| França (SNEP)                                  | 33             |
| Irlanda (IRMA)                                 | 6              |
| Itália (FIMI)                                  | 7              |
| Nova Zelândia (Recorded Music NZ)              | 7              |
| Noruega (VG-lista)                             | 14             |
| Países Baixos (Dutch Top 40)                   | 9              |
| Países Baixos (Single Top 100)                 | 24             |
| Reino Unido (UK Singles Chart)                 | 1              |
| Suécia (Sverigetopplistan)                     | 8              |
| Suíça (Schweizer Hitparade)                    | 28             |

| Chart (2000)                          | Posição |
| ------------------------------------- | ------- |
| Itália (FIMI)                         | 93      |
| Reino Unido (Official Charts Company) | 60      |
| Suécia (Sverigetopplistan)            | 97      |

## Vendas e certificações
| Região            | Certificação | Vendas  |
| ----------------- | ------------ | ------- |
| Reino Unido (BPI) | Prata        | 230,000 |
|                   |              |         |